# 忠懿閩王祠
忠懿閩王祠，又称福州闽王祠、闽王庙，是位于中國福建省福州市庆城路的一座祠堂建筑，主祀五代闽国君王王审知。它始建于五代时的946年（开运三年），北宋时的公元976年（开宝九年）重修，现建筑为明代所建，为福州市级文物保护单位，祠堂内有晚唐至明代的碑刻，为福建省级文物保护单位。

## 历史
闽王祠原为五代十國時期的閩王王审知故居。王审知是五代闽国的开国君主，自898年起接替去世的兄长王潮治理福建前后27年，对闽国的经济文化各方面发展促进很大，被后世称为“开闽王”。946年（后晋开运三年），吴越国占领福州后将原王审知故宅略加修缮后改为庙祀，以纪念王审知治理闽国时的德政。北宋开宝九年（976年）宋太宗下诏修复王审知祠，由吴越王钱弘俶委托福州刺史钱昱进行修复工程，并竖立石碑。此后每年都有祀牲醪。此后由北宋至清代，闽王祠五度重修。1601年（明万历二十九年）明神宗下诏鼎建祠宇，敕令春秋祀典，并将闽王祠赐名“忠懿闽王祠”。1662年（康熙元年）再度重修。到了1827年（道光七年）因为祠堂内的宋代石碑崩裂，而祠堂也有破损，因而再次重修。民国初年也曾有修复。1981年，福州市修复闽王祠后将其向外界开放。闽王祠内的历代碑刻于1961年由福建省人民委员会公布为福建省第一批省级文物保护单位。

## 建筑

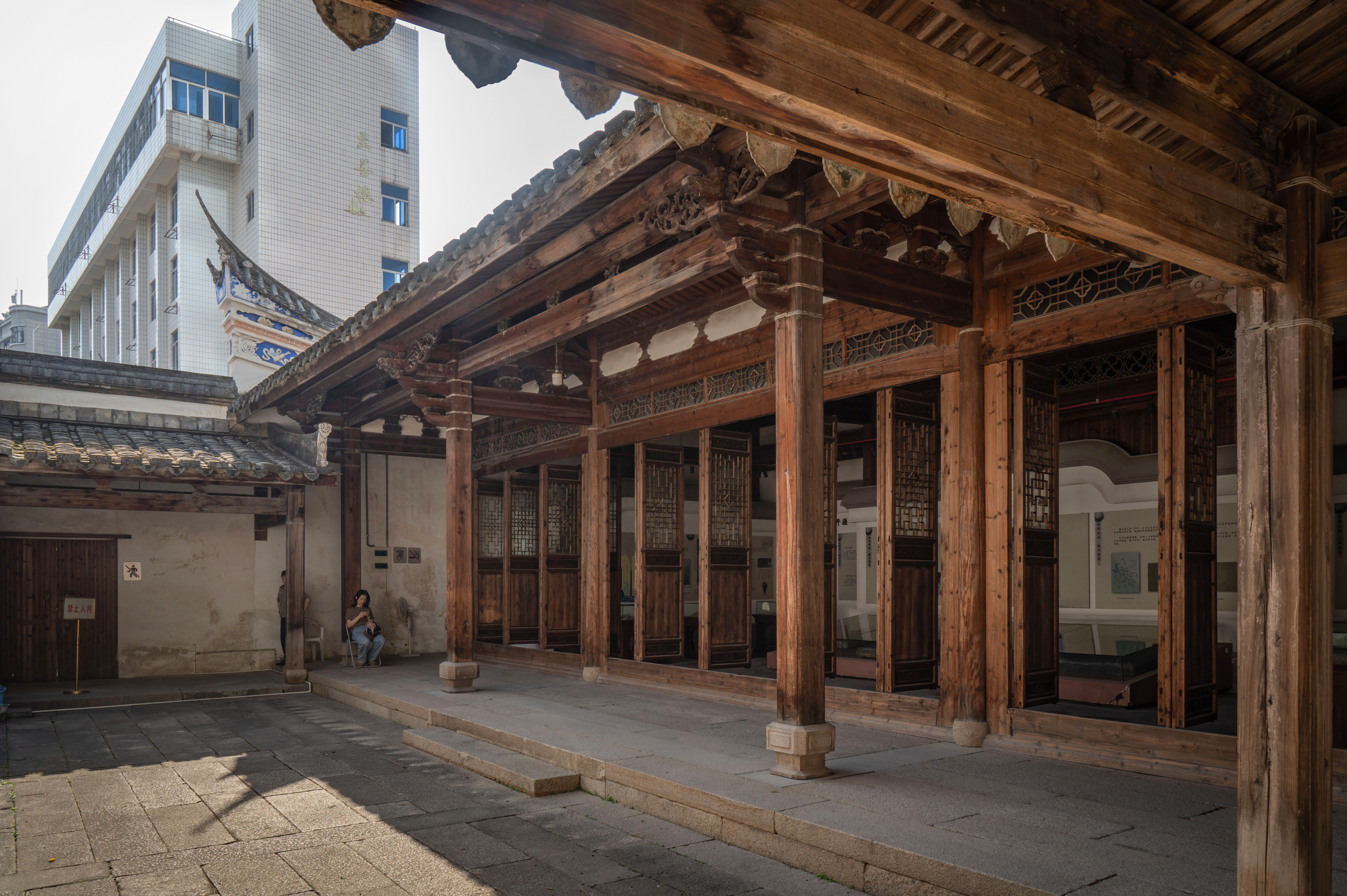
忠懿閩王祠後殿

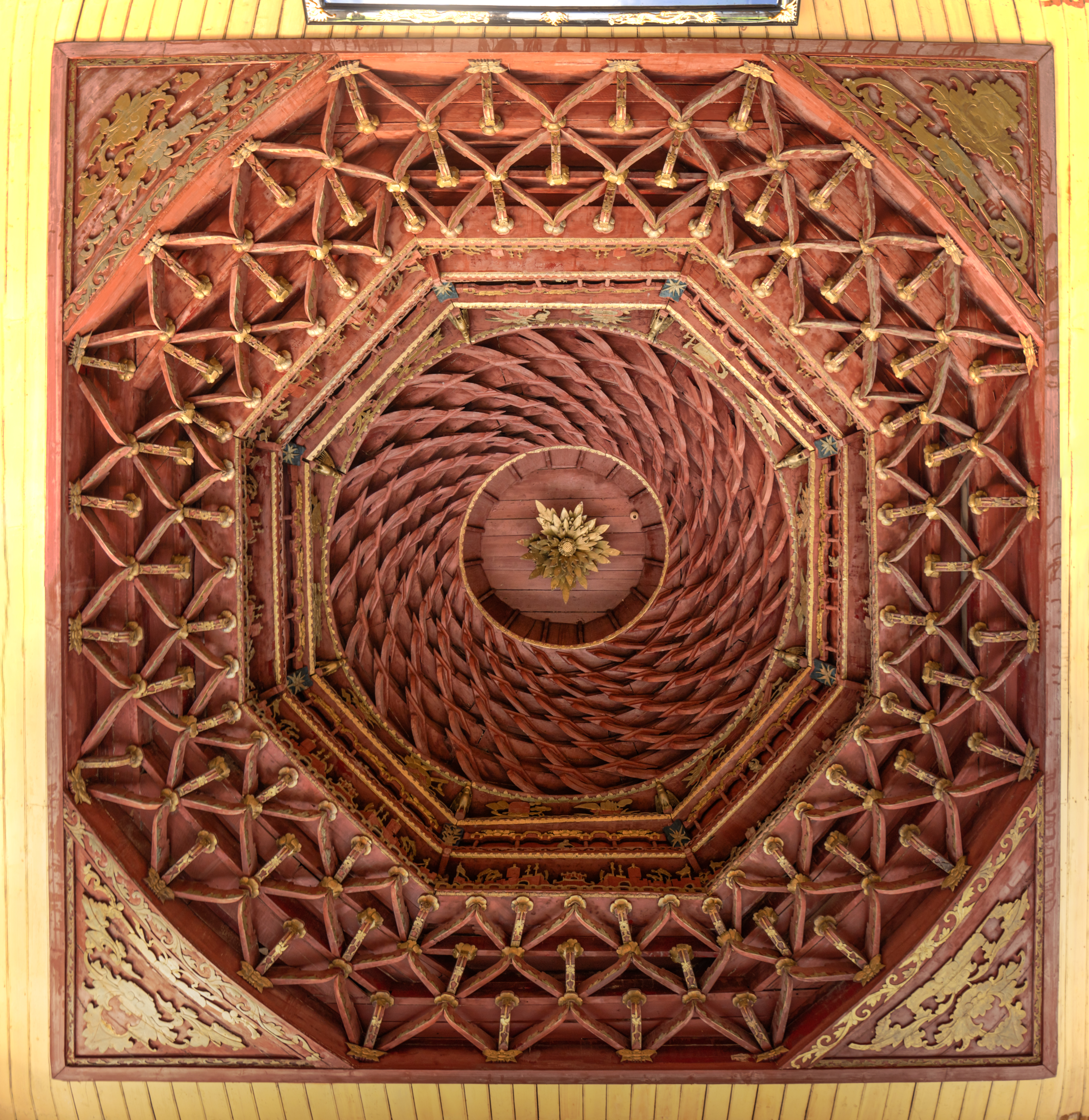
忠懿闽王祠藻井

闽王祠的建筑大体保持明代福州建筑风格。祠堂坐北朝南，自大门沿中轴线依次排列的是门墙、前庭、祀门、后庭和正殿，两侧有红色夹墙，墙头呈流线形，使用青瓦。门墙为红色，有高挑的燕尾脊顶，门墙上开有三个圆拱形门，中门宽2.1米，高3.2米，左门上有“报功”嵌额，上有“奉旨祀典”、“忠懿闽王祠”嵌额，右门上有“崇德”嵌额，墙门前石坪前有两尊高2米的石狮。前庭有一座碑亭，亭中树立有刻于906年的唐代“恩赐琅琊郡王德政碑”，是闽王祠内最古老的碑刻。前庭左侧是明万历年间的“重修忠懿王祠碑记”，右墙上则嵌有纪念闽王功勋的“乞土胜地”碑。前庭的亭后墙上有“绍越开疆”四个大字。前庭之后为后庭，两侧是厢房。后庭正殿是闽王祠的主体建筑，为硬山顶土木结构，面阔三间达15米，进深三间达11米，祀门上有“功垂闽峤”木制匾额，正殿当中供奉闽王王审知塑像。

## 碑刻

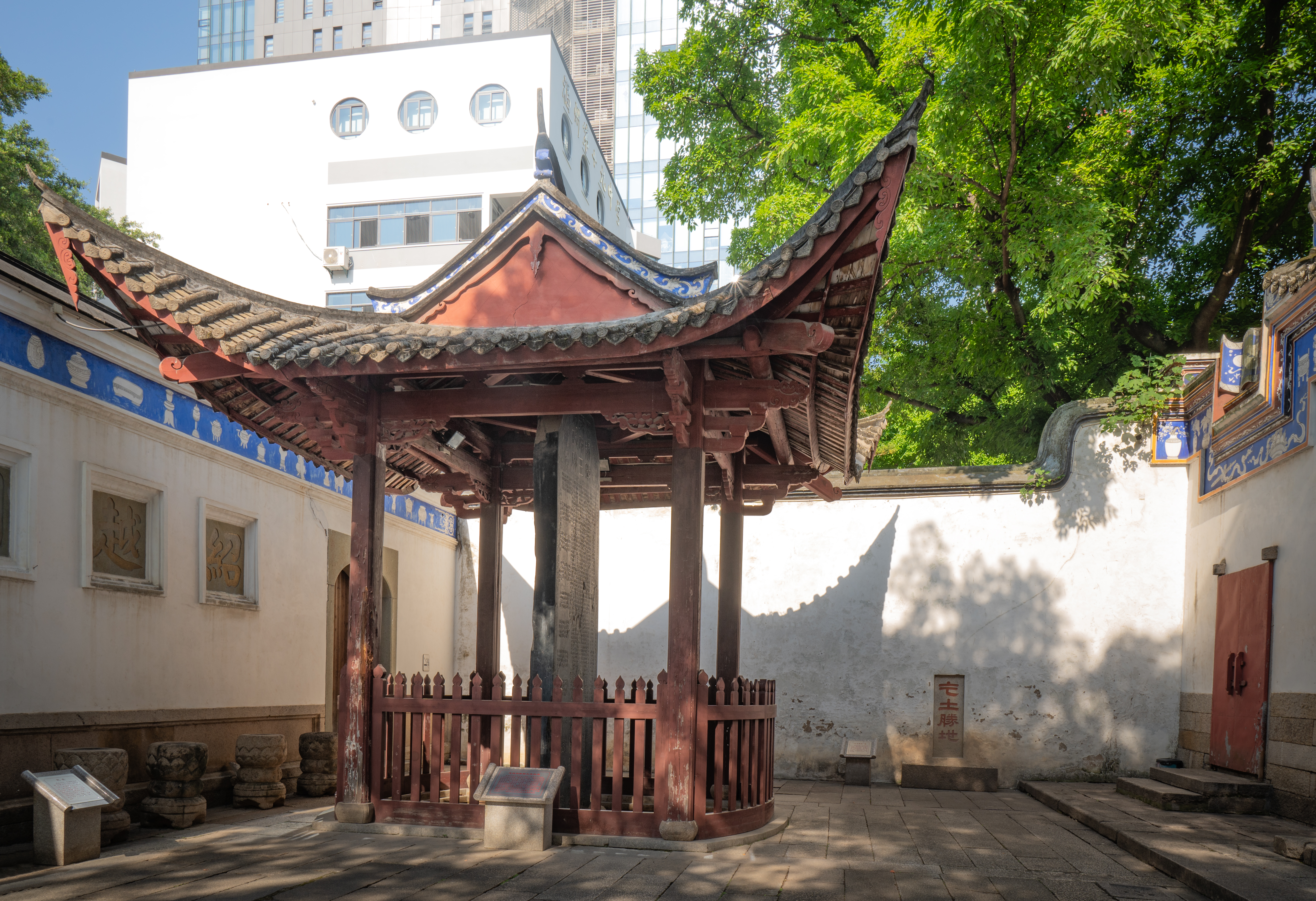
忠懿閩王祠碑亭

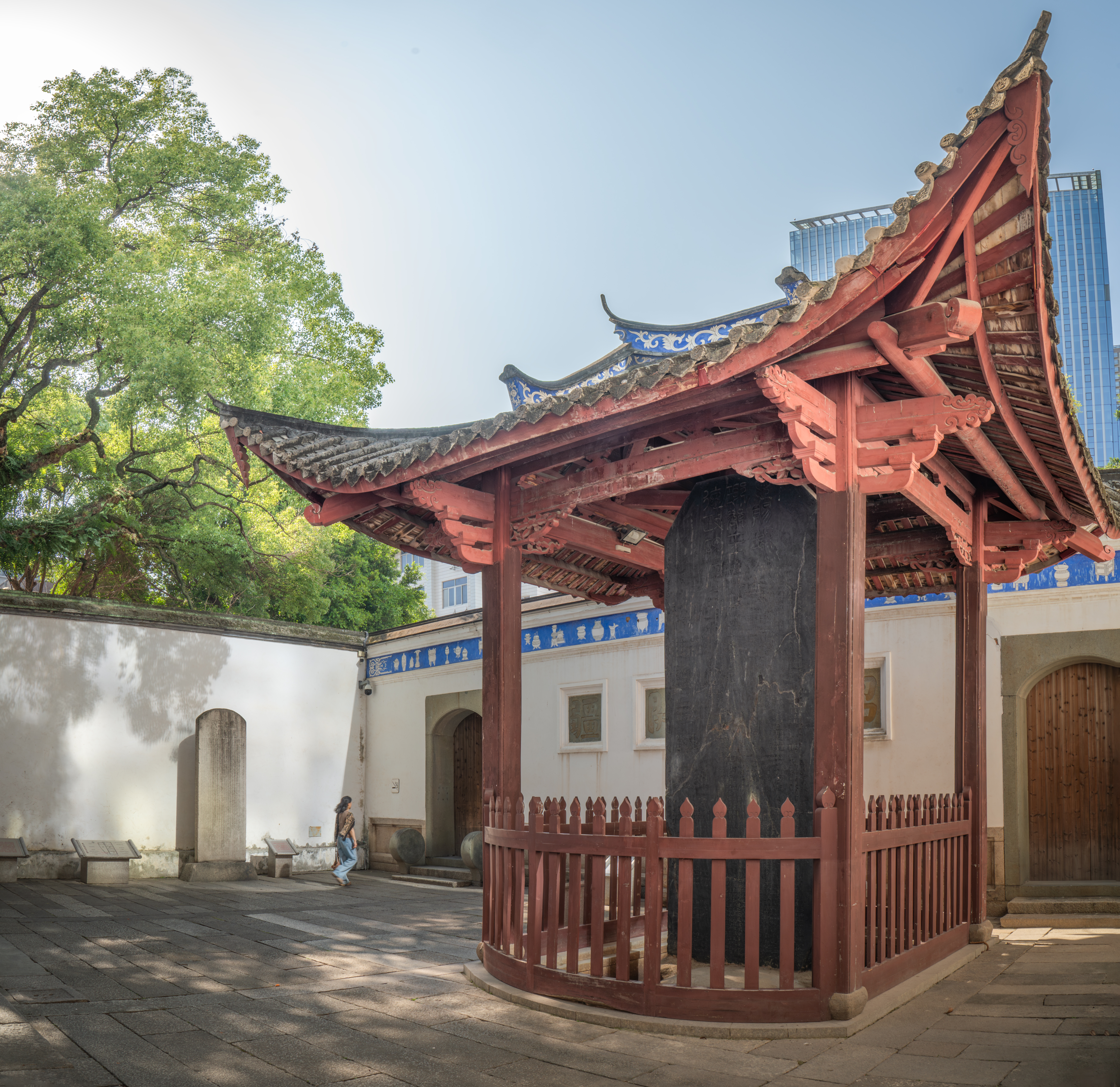
忠懿閩王祠碑亭

闽王祠内有从唐代到明代的历代碑刻，这些碑刻具有非常重要的历史价值，1961年便被列入福建省第一批省级文物保护单位。闽王祠前庭的“恩赐琅琊郡王德政碑”为906年（唐天祐三年）唐哀帝李柷所敕刻，碑高4.9米，宽1.87米，厚0.29米，材料为黑色页岩，底为花岗岩覆莲基座。碑文意在记录王审知家世及其治闽功绩，是闽王祠内最古老的一座石碑，郭柏苍称之为“天下四大碑之一”。撰文者为天佑年间唐朝礼部侍郎于竟，书写者为弘文馆的王倜，碑文行文严谨、书法持重，是研究唐末五代福建历史的重要资料。
五代时的“重修忠懿王庙碑铭”于976年（宋开宝九年）由福州刺史钱昱所树立，由摄闽县丞林操书丹，现嵌于闽王祠后墙，碑身为圭形黑色页岩为料，高3.58米、宽1.8米，龟趺座高0.45米，宽1.83米，残长1.9米，碑文采用楷书，记载了王审知生平功绩及修复该祠的缘由。该碑原来在庙前东侧，民国时倾倒断裂，于是被嵌入后墙。

## 祭祀和社会影响
在古代，为了缅怀王审知劝农的教谕，福州当地的郡守在每年立春会率当地官吏来闽王祠取土捏制春牛，以进行发动春耕仪式。全球许多祖籍在闽的王氏后人，包括来自香港、台湾、馬祖、菲律宾等地的王姓宗亲也会来闽王祠参拜。2007年，中华民国立法院院长王金平的族人也来福州拜谒了闽王祠。